# Incense and Peppermints
| Recensione   | Giudizio    |
| ------------ | ----------- |
| AllMusic     | [ 1 ]       |
| Sputnikmusic | 3.3 (Great) |

Incense and Peppermints è l'album di debutto del gruppo statunitense di genere rock psichedelico degli Strawberry Alarm Clock, pubblicato dall'etichetta discografica UNI Records, nell'ottobre del 1967.
Nell'album è contenuta la canzone eponima, che divenne il più grande successo della carriera del gruppo, poiché raggiunse la prima posizione nella Billboard Hot 100.

## Tracce
Lato A
1. The World's on Fire – 8:21 (S.A. Clock)
2. Birds in My Tree – 1:53 (George Bunnell, Steve Bartek)
3. Lose to Live – 3:13 (Mark Weitz, S.A. Clock)
4. Strawberries Mean Love – 3:01 (S.A. Clock, George Bunnell, Steve Bartek)

Lato B
1. Rainy Day Mushroom Pillow – 3:05 (S.A. Clock, George Bunnell, Steve Bartek)
2. Paxton's Back Street Carnival – 2:01 (S.A. Clock, George Bunnell, Steve Bartek)
3. Hummin' Happy – 2:25 (S.A. Clock, Randy Seol, George Bunnell)
4. Pass Time with SAC (Strumentale) – 1:21 (S.A. Clock)
5. Incense and Peppermints – 2:47 (John Carter, Tim Gilbert)
6. Unwind with the Clock – 4:10 (S.A. Clock, Lee Freeman, Edward King)

Edizione CD del 1997, pubblicato dalla Universal Records (MVCE-2207)
1. The World's on Fire – 8:25 (S.A. Clock)
2. Birds in My Tree – 1:54 (George Bunnell, Steve Bartek)
3. Lose to Live – 3:15 (Mark Weitz, S.A. Clock)
4. Strawberries Mean Love – 3:02 (S.A. Clock, George Bunnell, Steve Bartek)
5. Rainy Day Mushroom Pillow – 3:04 (S.A. Clock, George Bunnell, Steve Bartek)
6. Paxton's Back Street Carnival – 2:04 (S.A. Clock, George Bunnell, Steve Bartek)
7. Hummin' Happy – 2:24 (S.A. Clock, Randy Seol, George Bunnell)
8. Pass Time with SAC – 1:21 (S.A. Clock)
9. Incense and Peppermints – 2:47 (John Carter, Tim Gilbert)
10. Unwind with the Clock – 4:13 (S.A. Clock, Lee Freeman, Edward King)
11. Birdman of Alcatrash – 2:12 (Mark Weitz) – Bonus Track - Mono

## Formazione

### Gruppo
- Mark Weitz - leader, organo, pianoforte, clavicembalo, effetti speciali, voce, arrangiamento
- Randy Seol - batteria, bongos, vibrafono, effetti speciali, voce
- Ed King - chitarra solista, effetti speciali, voce, arrangiamento
- Lee Freeman - armonica, chitarra ritmica, voce
- Gary Lovetro - 1º basso, voce
- George Bunnell - 2º basso, effetti speciali, voce

### Altri musicisti
- Howard Davis - arrangiamento (parti vocali)
- Greg Munford - voce solista (brano: Incense and Peppermints)[7]

## Produzione
- Bill Holmes e Frank Slay - produttori
- Lazarus/LePrevost - design di copertina
- Paul Buff - ingegnere del suono
- Johnny Fairchild - altro (consulenza)
- Sat Purish - altro (abbigliamento)
- Ed Caraeff - fotografia[8]